# 堀場勇夫
堀場 勇夫（ほりば いさお、1949年 - ）は、日本の経済学者。財政学・地方財政論を専攻。青山学院大学名誉教授、総務省地方財政審議会会長。日本地方財政学会佐藤賞受賞。

## 人物・経歴
愛知県生まれ。青山学院大学経営学部卒業後、1980年青山学院大学大学院経済学研究科修士課程修了。1984年一橋大学大学院経済学研究科博士後期課程単位取得退学。大川政三、石弘光などの指導を受けた。
明星大学人文学部経済学科専任講師、青山学院大学助教授を経て、1995年から青山学院大学経済学部教授。2003年から2006年まで青山学院大学経済学部長・経済学研究科長。2016年退職、青山学院大学名誉教授。同年から総務省地方財政審議会会長を務め、社会保障費増加などに対応した地方交付税率引き上げなどの提言のとりまとめなどにあたった。
地方公共団体金融機構代表者会議委員、全国市長会都市財政の将来展望に関する研究会副座長、日本都市センター都市財政の将来展望に関する研究会副座長、自治総合センター地方分権に関する基本問題についての調査研究会座長、神奈川県地方税制等研究会座長等も務めた。
専攻は財政学、地方財政論で、『地方分権の経済分析』で2000年度青山学院学術褒賞受賞。2001年、同書で第1回日本地方財政学会佐藤賞著書部門特別賞受賞。

## 著書
- 『地方消費課税のあり方について : カナダの例を中心に』東京都主税局税制企画部税制課 1995年
- 『行政の役割と税源配分について』東京都主税局税制企画部税制課 1997年
- 『地方分権の経済分析』東洋経済新報社 1999年
- 『第三セクター : 再生への指針』（望月正光と共編著）東洋経済新報社 2007年
- 『地方分権の経済理論 : 第1世代から第2世代へ』東洋経済新報社 2008年
- 『現代財政学』（横山彰,馬場義久と共著）有斐閣 2009年
- 『地方消費税の経済学』（持田信樹,望月正光と共著）有斐閣 2010年
- 『新しい地方財政論』（中井英雄,齊藤愼,戸谷裕之と共著）有斐閣 2010年
- 『日本の財政を考える』（馬場義久,横山彰,牛丸聡と共著）有斐閣 2017年